# Spintires
Spintires ist ein Computer-Fahrsimulator des britischen Entwicklerteams Oovee Game Studios mit Fokus auf Offroad-Fahrten. Das Spiel erschien am 13. Juni 2014 für Microsoft Windows. Im Jahr 2017 erschien mit Spintires: MudRunner ein Nachfolger.

## Spielprinzip
Das Spiel beginnt an einer Garage, vor der ein oder mehrere Fahrzeuge geparkt sind. An einer Garage können Fahrzeuge minimal betankt, repariert und ausgerüstet werden. Mit einem Fahrzeug kann die vor Spielbeginn ausgewählte Karte frei erkundet werden. Auf der Karte sind an verschiedenen Stellen weitere Tankstellen, Werkstätten, Holzverladestationen, Sägewerke und Plätze, an denen weitere Fahrzeuge freigeschaltet werden können. Ziel ist es, die gesamte Karte aufzudecken, alle Fahrzeuge freizuschalten und Aufgaben zu erfüllen (Holzlieferungen zum Sägewerk). Das Spiel kann auch im Mehrspielermodus gespielt werden.

## Technische Umsetzung
Spintires verwendet eine Physik-Engine von Havok. Der Boden im Spiel gibt an weichen Stellen nach und kann zum knietiefen Schlamm werden, in dem sich die Lastwagen schnell festfahren. Einige Fahrzeuge haben Allradantrieb, der das Durchfahren solcher Passagen erleichtert, und eine Differentialsperre, die Drehzahlunterschiede zwischen den angetriebenen Rädern verhindert. Das Drehmoment ist bei allen Fahrzeugen unterschiedlich, und besonders bei Fahrzeugen mit Ottomotor prinzipbedingt spürbar niedriger. Um dennoch durch das oft unwegsame Gelände fahren zu können, gibt es im Getriebe die vier Gangwahlstufen rückwärts, Kriechgang, vorwärts und Automatik. Bei zu hohem eingelegten Gang wird der Motor abgewürgt, bei zu schneller Fahrt schaukeln sich die Fahrzeuge schnell auf. Die Zuladung ist dabei maßgeblich entscheidend für das Fahrverhalten. Ein vollbeladener Lastwagen kippt wesentlich schneller um, rutscht schneller von Hängen ab und sinkt tiefer im Schlamm ein. Beim Durchfahren von Wasser spielt die Wattiefe eine wichtige Rolle, da der Motor Wasser ansaugen und Schaden nehmen kann. Bäume können umgefahren werden oder dazu benutzt werden, sich mit der Seilwinde aus Schlamm zu befreien. Steine und Geröll können Fahrzeuge schnell rutschen lassen und verkeilen sich mitunter zwischen den Reifen. Das Wasser hat eine spürbare Strömung, die Einfluss auf das Durchqueren von Flüssen hat.

## Fahrzeuge

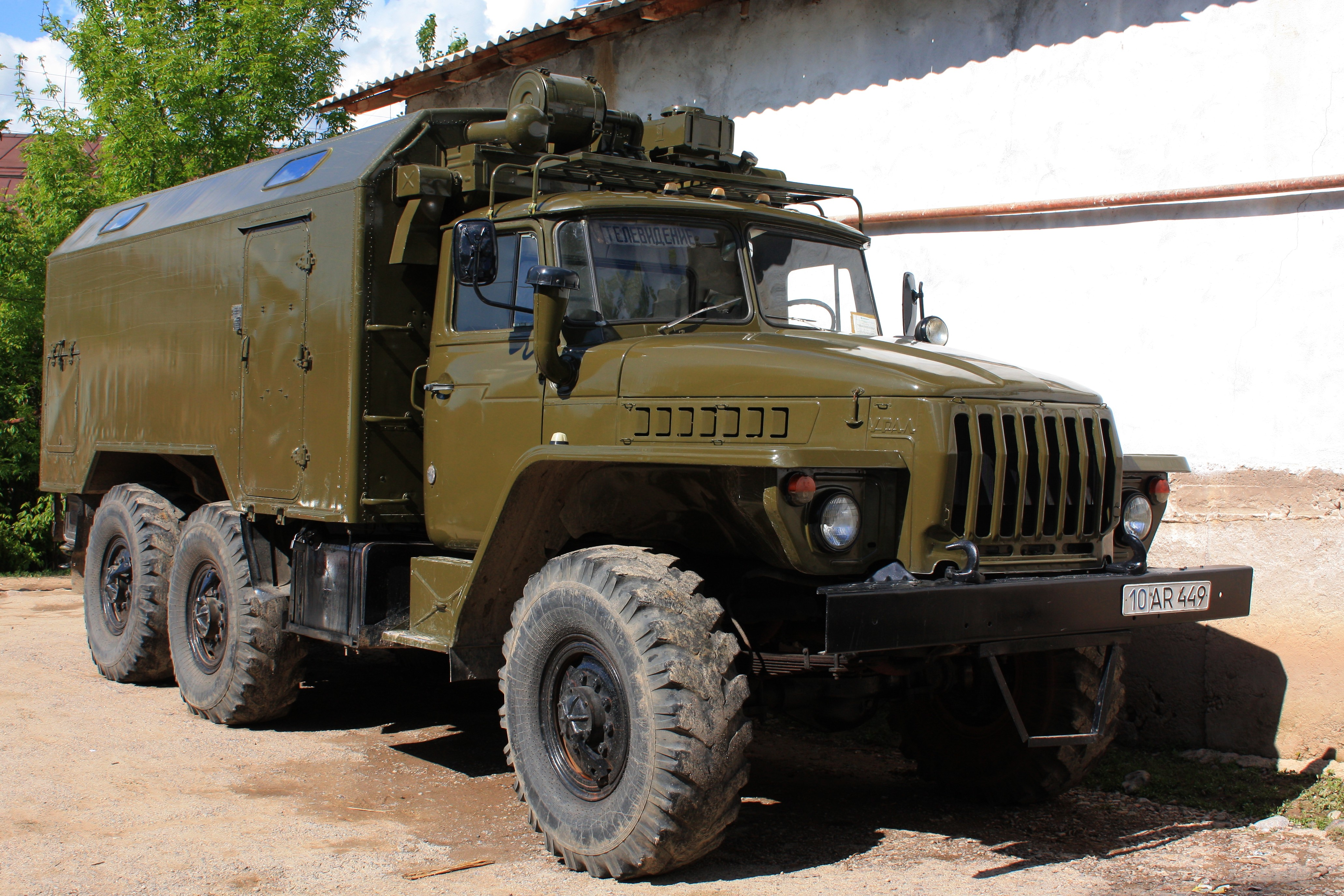
Урал-4320
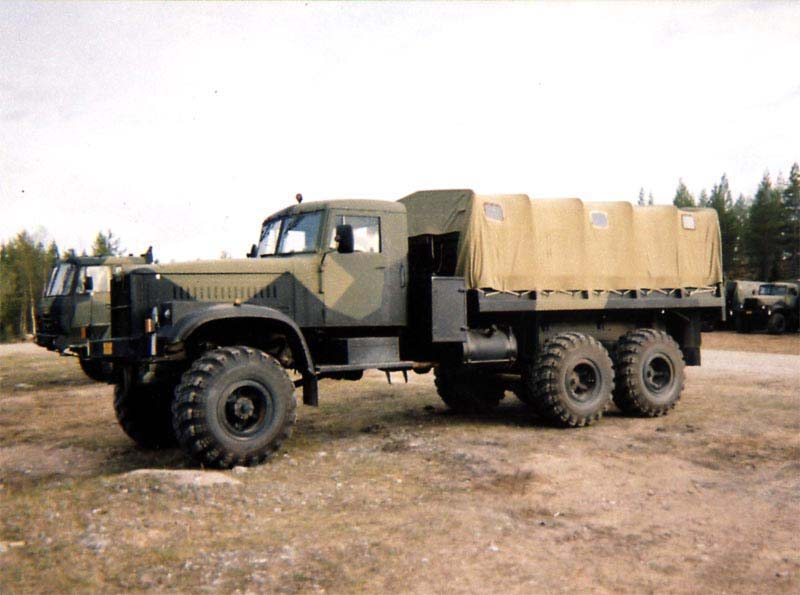
КрАЗ-255
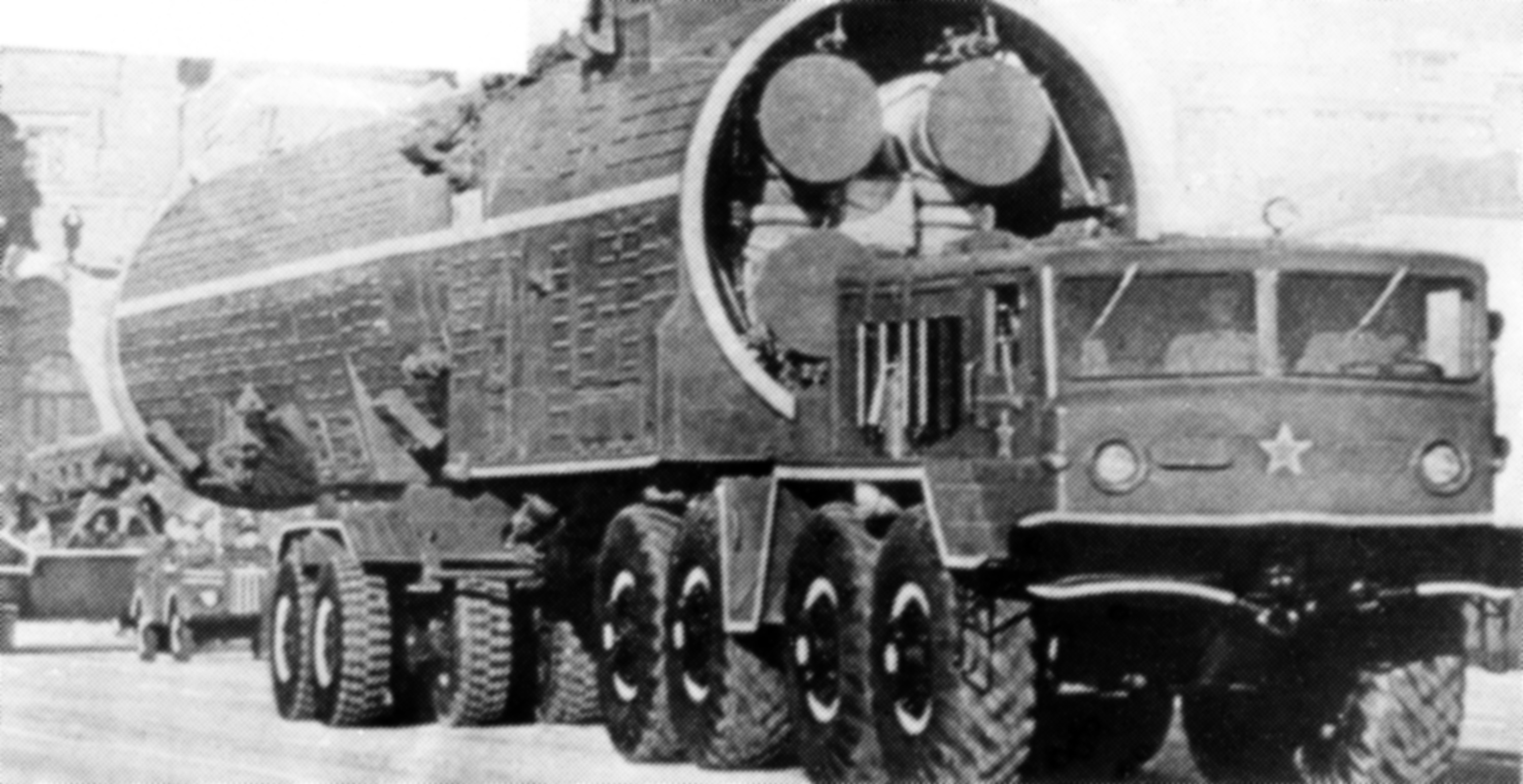
МАЗ-537
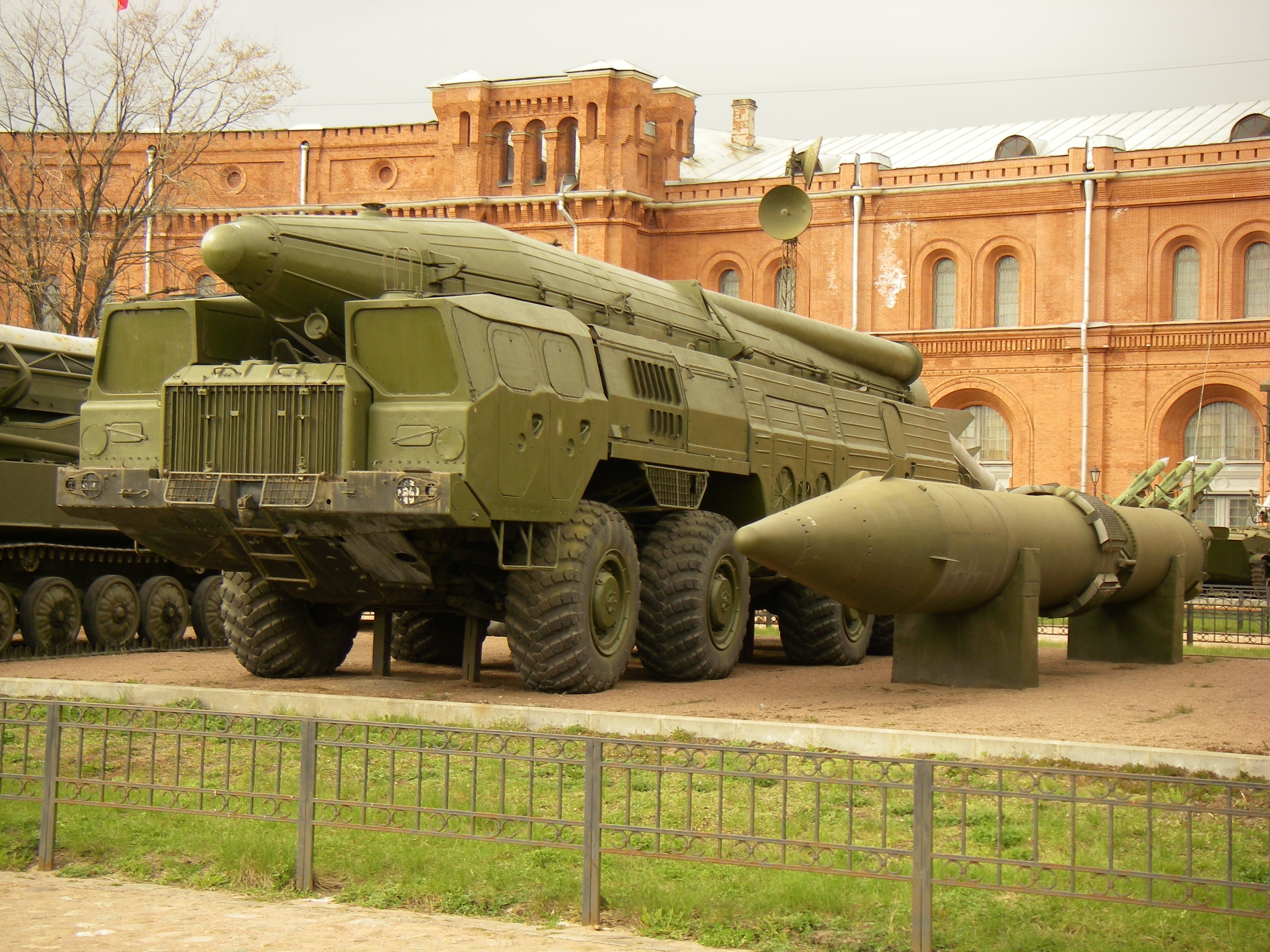
МАЗ-7310
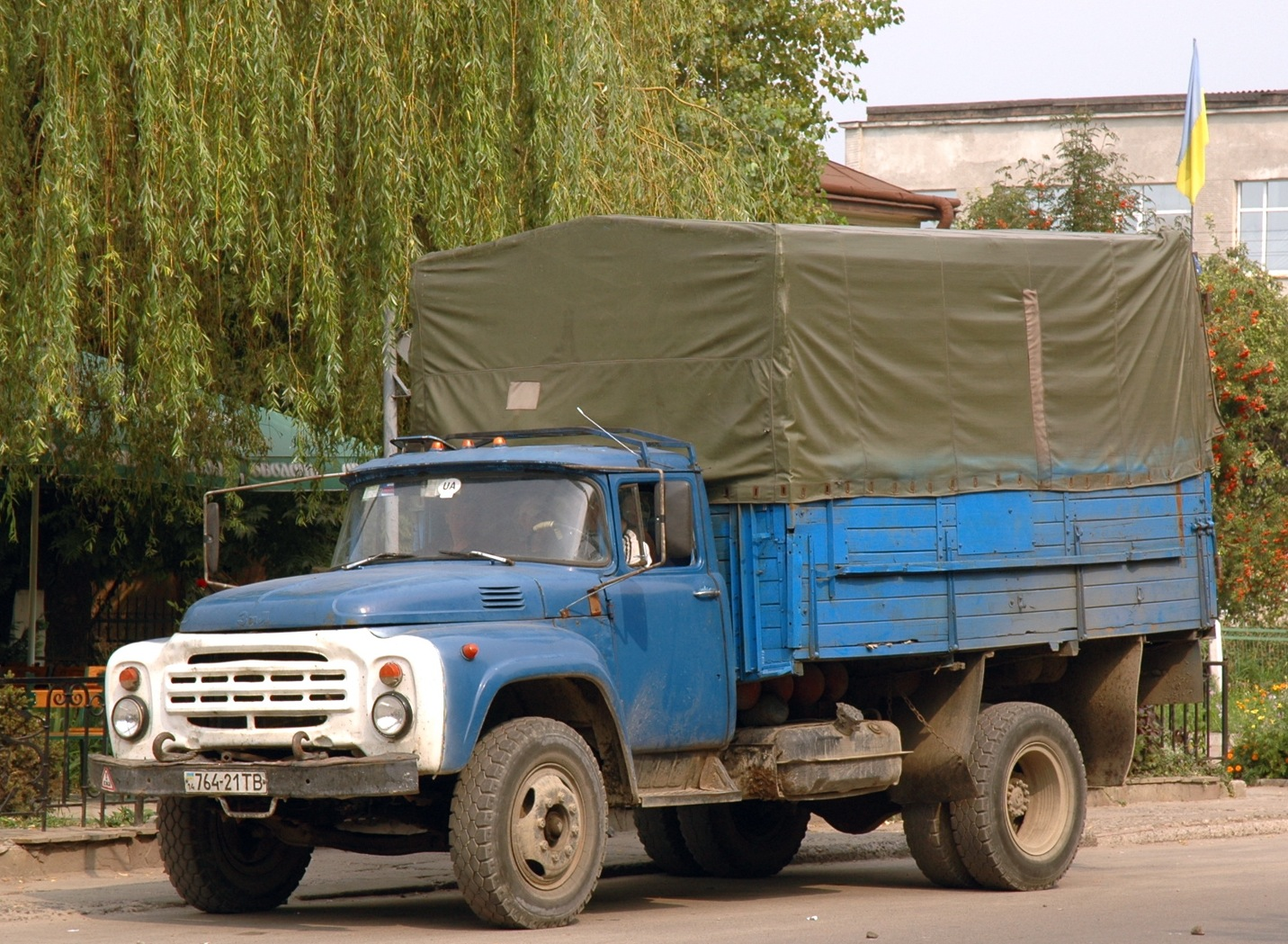
ЗИЛ-130
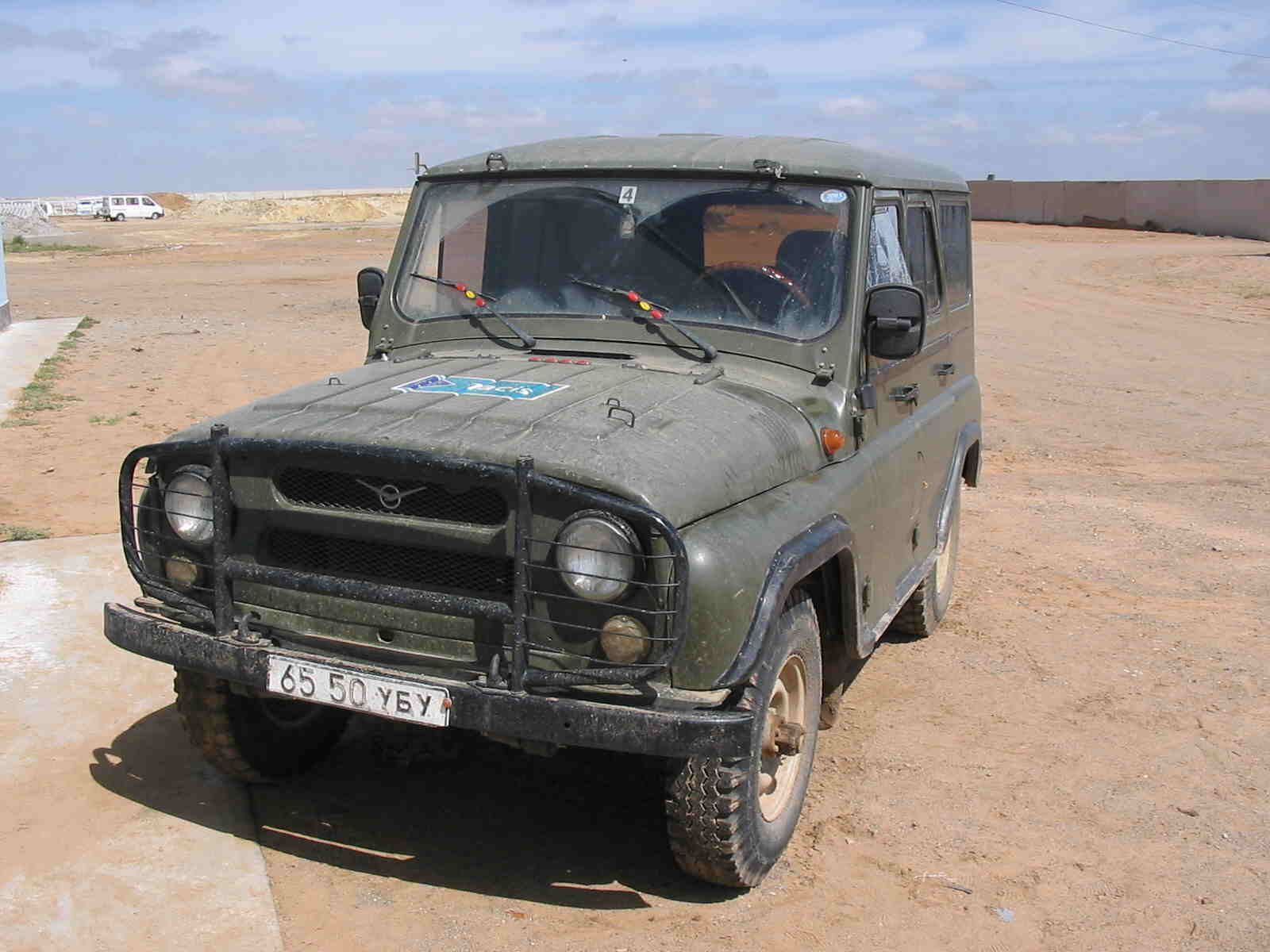
УАЗ-469
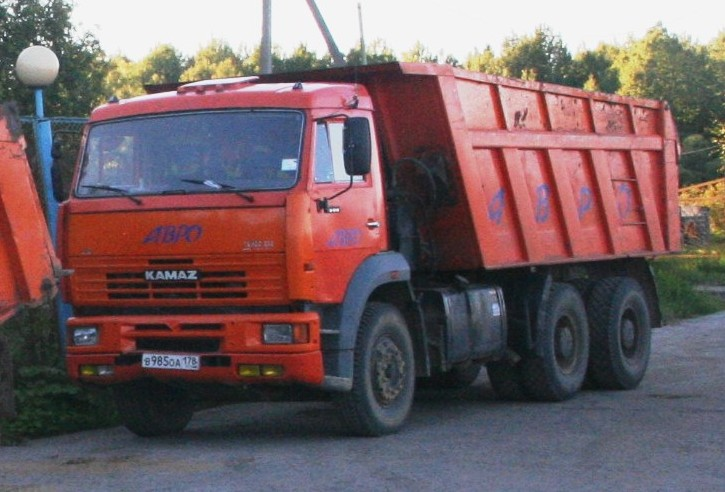
КамАЗ-6520
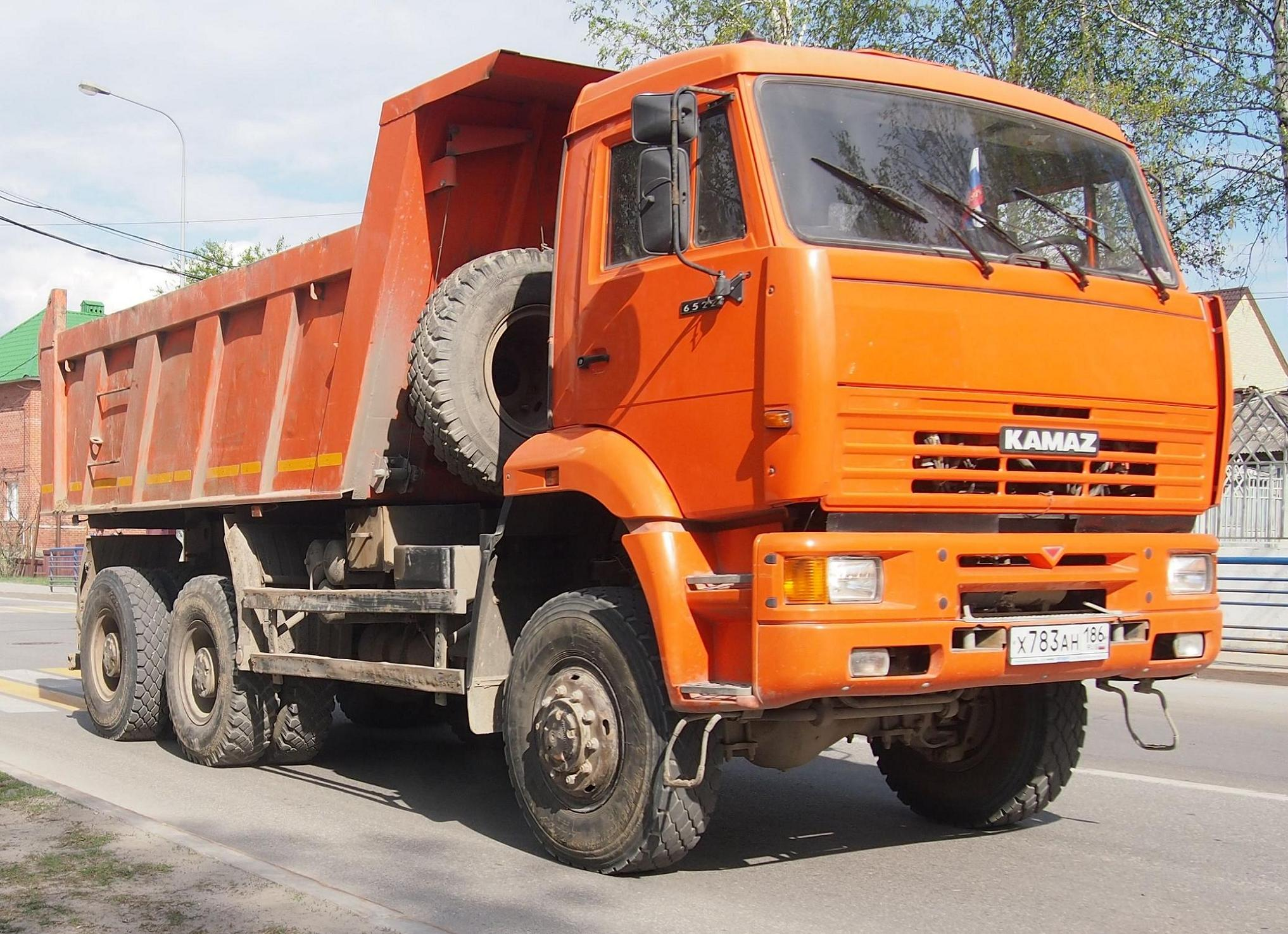
КамАЗ-6522
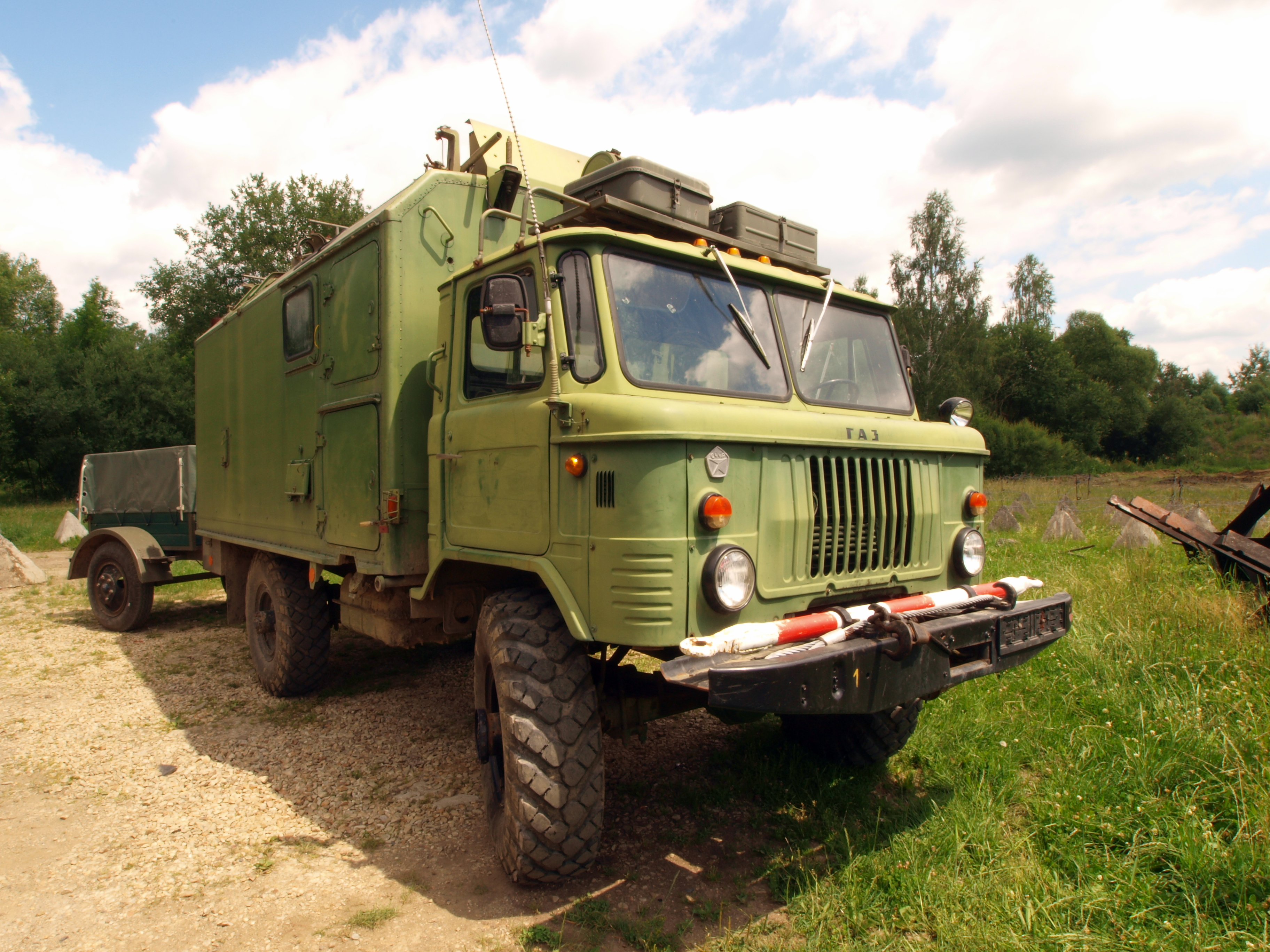
ГАЗ-66
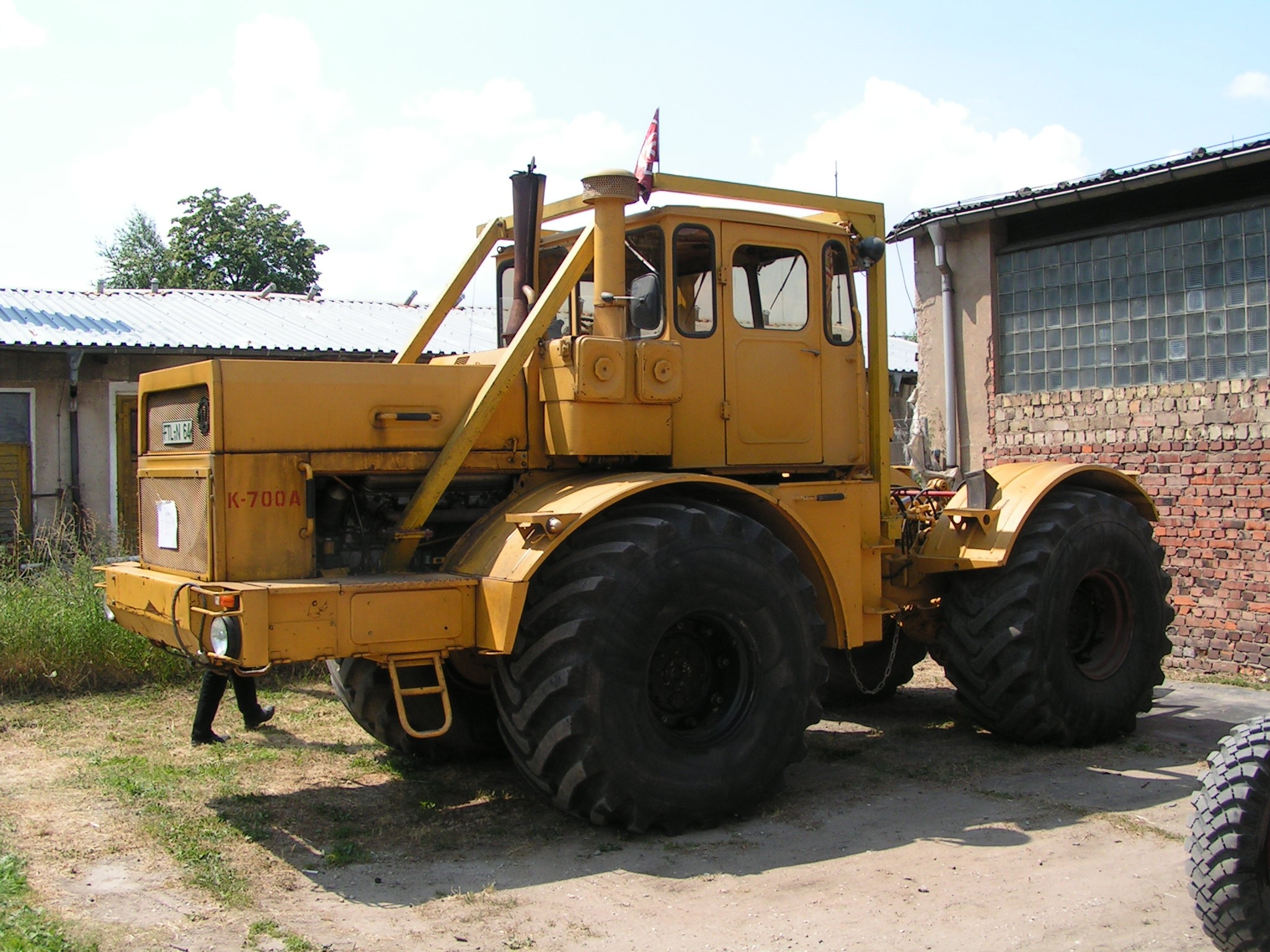
К-700A

## Entwicklung
Oovee Game Studios startete am 15. Mai 2013 eine Crowdfunding-Kampagne auf der Plattform Kickstarter, die sie am 13. Juni 2013 erfolgreich beendete und mit der sie fast 61.000 Pfund für die Produktion des Spiels einsammeln konnten. Das Spiel wurde ein halbes Jahr später auf Steam Greenlight vorgestellt und schließlich im Januar 2014 auf Steam veröffentlicht. Spintires entwickelte sich schnell zu einem Geheimtipp, der kurzzeitig sogar Platz eins der Verkaufschart auf Steam einnahm und danach noch unter den Top 10 verweilte. Im Dezember 2014 konnten bereits 100.000 verkaufte Kopien vorgewiesen werden.
Mehrmals sorgten der Entwickler Pavel Zagrebelnyj und der Publisher Oovee für Negativschlagzeilen, so etwa 2014, als Zagrebelnyj Oovee vorwarf, Geld veruntreut und ihn aus dem Entwicklungsprozess ausgeschlossen zu haben. Oovee dagegen bestritt die Vorwürfe und gab an, dass der Entwickler voll ausgezahlt wurde und es auf keiner Seite einen Vertragsbruch gab. Beide Seiten gaben später an, „Kommunikationsprobleme“ hätten zu der Misere geführt. Im März 2016 kam es erneut zu Vorwürfen von Seiten Zagrebelnyjs, der Oovee beschuldigte, ihm noch Geld zu schulden. Ein im gleichen Zeitraum auftretender Bug, der zu Crashs führte und das Spiel damit unspielbar machte, ließ Presse und Fans vermuten, dass eine „Zeitbombe“ von Entwickler Zagrebelnyj ins Spiel implementiert wurde, um Druck auszuüben. Das Spiel wurde deswegen zeitweise von Steam vom Kauf ausgeschlossen. Sowohl Zagrebelnyj als auch Oovee bestritten später die Vorwürfe.

## Mods
Für Spintires ist eine Vielzahl an freien Mods erhältlich, so etwa eine breite Auswahl verschiedener Fahrzeuge. Die von Fans erstellten Inhalte können in das Spiel hinein geladen werden und sind im Falle von gemoddeten Fahrzeugen auch im Spiel steuerbar. Das Entwicklerstudio Oovee Game Studios stellt die Mods selbst über sein eigenes Forum zur Verfügung. Sie können aber auch über den Steam Workshop heruntergeladen werden.

## Rezeption
Das Spiel wurde positiv aufgenommen und mehrfach ausgezeichnet. Bei Steam ist es als Sehr positiv bewertet, da 87 % der Rezensenten eine positive Wertung gegeben haben. Gelobt werden vor allem die Physik-Engine und die detaillierte Grafik. Michael Humpa von Chip Online nannte das Spiel „überzeugend“ und die Grafik des Spiels „gut“. Die Fahrzeuge sind laut Westdeutsche Allgemeine Zeitung mit großer Liebe zum Detail gestaltet.

### Auszeichnungen
- Intel Awards Level Up 2009: Best Game optimized for Intel Graphics[6]
- Intel Awards Level Up 2009: Best Threaded Game[6]